# خط‌های ایران
خط‌ها ایرانی را بر پایه زمان می‌توان به دو دسته کرد:
1. پیش از اسلام
2. پس از اسلام

## خط‌ها ایران پیش ازاسلام
- خط سومری:

کهنترین خط سومری مربوط به ۳۵۰۰ سال پیش از میلاد است و تاکنون کاملاً رمزگشایی نشده‌است. این خط از نوع تصویرنگاری است و بدون نظام نوشتاری محسوب می‌شود.
- خط میخی:

خط میخی از ۴ تا ۵ هزار سال پیش از میلاد در نزد سومریان ساکن جنوبی بین النهرین معروف بود. حروف الفبایی میخی ۴۲ حرف بوده‌است و ۳۶ حرف آن را از روی حروف میخی آشوری ساخته‌اند که ۵ حرف آن از حروف صدادار بوده‌است.
- خط پهلوی:

این خط از خط آرامی گرفته شده‌است و خط آرامی در اصل منتهی می‌شود به ۲ خط کهن که یکی فنیقی و دیگری عبری است.
- خط اوستایی:

خط اوستایی یا «زند» که آن به احتمال زیاد در زمان ساسانیان اختراع شده‌است دارا ۴۴ حرف با صدا و بی صداست و امروز کاملترین خطی است که در جهان موجود می‌باشد، در ظرف چند ساعت با چند درس می‌توان حروف مذکور را فرا گرفت و کلمات ایزدی دین کهن را بدون غلط با همان لهجه و تجوید اصلی تلاوت کرد.

## خط‌ها پس از اسلام
- خط عبری:

که از اصل خط فنیقی گرفته شده بود و آن را «قلم عبری» می‌نامیدند و بعد از درآمیختگی با آرامیان و واقعهٔ اسارت بابل خط مذکور را تغییر دادند و از گردهٔ خط آرامی اختیار کردند و بعد از تکمیل آن را خط آشوری یا خط مربع نام نهادند.
- خط نبطی:

که آن هم از خط آرامی گرفته شده‌است و اصلش به خط فنیقی می‌رسد، با تصرفاتی که در آن به عمل آمد اصل و ریشه خط کوفی را به وجود آورد.
- خط کلدانی:

که باقی مانده خط آرامی و با خط نبطی نزدیک بوده‌است.
- خط فارسی:
- که بر گرفته از خط کوفی که خطی ساخته ایرانیان مسلمان شده است و امروزه در ایران و افغانستان کاربرد دارد.